# Скуратово (Псковская область)
Скуратово — деревня в Шиковской волости Островского района Псковской области.
Расположена в 55 км к востоку от города Острова и в 9 км к северо-востоку от волостного центра, деревни Шики.
Численность населения деревни по состоянию на 2000 год составляет 44 жителя.